# آرثر جي. ماكيفوي
آرثر جي. ماكيفوي هو سياسي كندي، ولد في 6 مايو 1882، وتوفي في 11 أكتوبر 1941 في سانت جون في كندا. نشط حزبياً في الحزب التقدمي المحافظ في نيو برونزويك ‏. وقد انتخب عضو الجمعية التشريعية لنيو برونزويك ‏.